# OpenJDK
OpenJDK — вільна реалізація платформи Java. Проєкт є результатом відкриття більшої частини початкових кодів стандартної реалізації Java компанією Sun Microsystems у 2006 році. Реалізацію ліцензовано за умовами ліцензії GNU GPL за винятком окремих компонентів стандартної бібліотеки, на які не поширювалося авторське право Sun Microsystems.

## Історія
Вперше про відкриття Java під вільною ліцензією компанія Sun оголосила на конференції JavaOne 2006, а 25 жовтня 2006 року виконавчий директор компанії оголосив, що відкриття платформи Java відбудеться впродовж наступних 30-60 днів. Згідно із відомим прибічником вільного ПЗ Річардом Столменом ця подія закриє можливість «пастки Java», а відомий представник ринку вільних програм Марк Шаттлворт відмітив, що «це є великим кроком для спільноти прихильників вільного ПЗ».

### Співпраця із IBM, Apple і SAP
11 жовтня 2010 року IBM, до цього найбільший учасник проєкту Apache Harmony, вирішила приєднатися до проєкту OpenJDK, таким чином перекинувши усі зусилля із Harmony на OpenJDK.
12 листопада 2010 року Apple оголосила вступ до проєкту OpenJDK з метою портування реалізації на Mac OS X. Apple зробить внесок більшості ключових компонентів, що потрібні для запуску на Mac OS X, включаючи 32 і 64-бітні реалізації віртуальної машини, що базується на HotSpot, бібліотеку класів, мережевий стек і основу нового графічного інтерфейсу.
11 січня 2011 року SAP AG офіційно оголосила про приєднання до проєкту.